# Colisión de 1983 en Barajas
La colisión de 1983 en Barajas ocurrió el miércoles 7 de diciembre de 1983 (9:50 de la mañana) en el aeropuerto de Madrid-Barajas cuando el vuelo 350 de Iberia, un Boeing 727 (matrícula EC-CFJ) con destino el aeropuerto de Roma-Fiumicino, pilotado por el comandante Carlos López Barranco, con 93 pasajeros, colisionó con el vuelo 134 de Aviaco, un McDonnell Douglas DC-9 (matrícula EC-CGS) con destino el aeropuerto de Santander, pilotado por el comandante Augusto Almoguera Pérez (13.442 horas de vuelo), con 42 personas a bordo.
Los investigadores descubrieron que el DC-9 había rodado inadvertidamente hacia la pista activa debido a la mala visibilidad en el aeropuerto, así como a la señalización inadecuada, lo que provocó que el DC-9 entrara en la pista sin autorización, sin saberlo, mientras el Boeing 727 intentaba despegar.

## Aeronaves

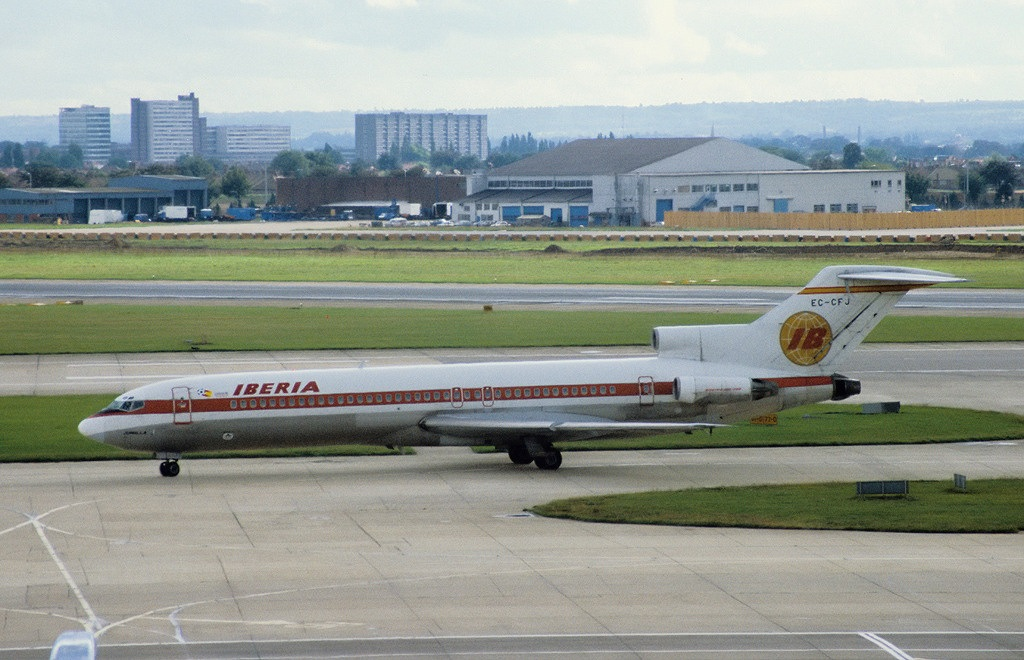
El Boeing 727 involucrado en la colisión, fotografiado en Londres en 1981.

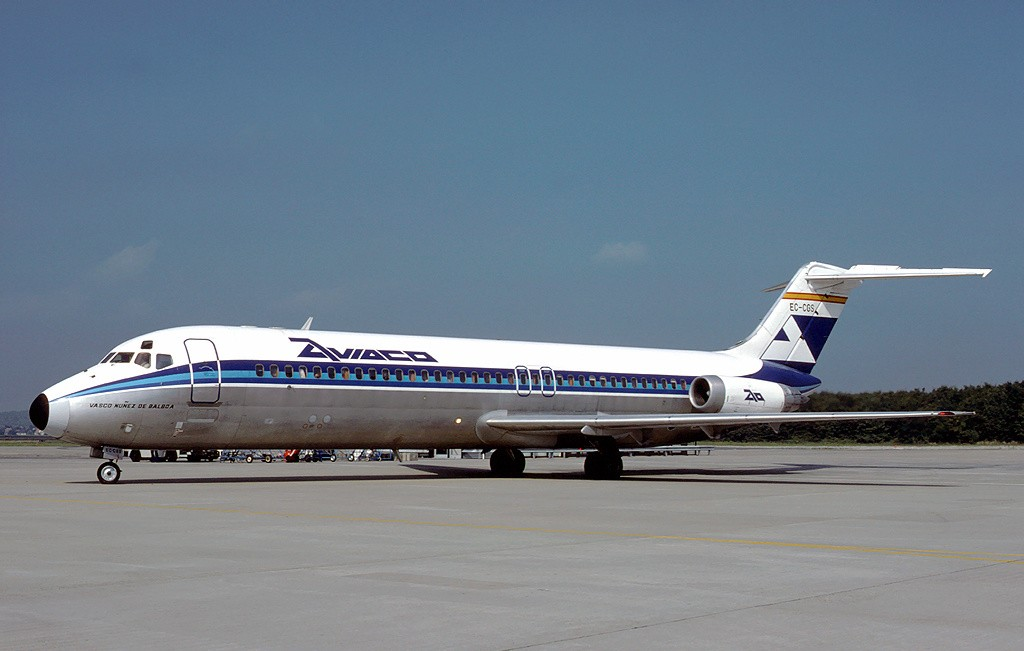
El DC-9 involucrado en la colisión, fotografiado en Mulhouse en 1980.

La primera aeronave involucrada en la colisión era un Boeing 727-256 Advanced entregado a Iberia en marzo de 1974. Al momento del accidente tenía 9 años y 9 meses.
El vuelo 134 de Aviaco era un McDonnell Douglas DC-9-32 entregado a Aviaco en mayo de 1975. Al momento del accidente tenía 8 años y 8 meses.

## Pasajeros y tripulación
A bordo del vuelo 350 de Iberia viajaban 84 pasajeros y 9 tripulantes. El capitán era Carlos López Barranco, de 43 años, que acumulaba 8.860 horas de vuelo como piloto, de las que 1.919 horas eran en el 727. El segundo al mando era el primer oficial Juan José Ochoa, de 41 años, con 3.474 horas de vuelo, de las que 2.840 fueron en el Boeing 727. A bordo también estaba el segundo oficial e ingeniero de vuelo Luis Luengo, de 37 años, que contaba con 7.211 horas de experiencia de vuelo.
A bordo del vuelo 134 de Aviaco viajaban 37 pasajeros y 5 tripulantes. Al mando del vuelo estaba el experimentado capitán Augusto Almoguera, de 54 años, que acumulaba 13.442 horas de vuelo, 6.600 de ellas en el Douglas DC-9. El capitán Almoguera conocía al capitán López Barranco, que había sido su instructor en cursos de entrenamiento aéreo en la Base de Jerez de la Frontera. El copiloto era José María Gibernau, de 39 años, con 10.322 horas de vuelo, 3.655 de ellas en el DC-9.

## Accidente
El 7 de diciembre de 1983, El vuelo 350 de Iberia, un Boeing 727 con registro EC-CFJ, estaba programado para despegar del Aeropuerto Adolfo Suárez-Madrid Barajas, hacia el Aeropuerto de Fiumicino, Roma, Italia, el vuelo 350 fue autorizado a despegar de la pista 01 del aeropuerto de Madrid-Barajas en condiciones de espesa niebla.  Al mismo tiempo, El vuelo 134 de Aviaco, un Douglas DC-9 registrado como EC-CGS, se dirigía al final de la misma pista para despegar con destino al aeropuerto de Santander. Mientras el Boeing 727 rodaba por la pista, la tripulación del DC-9 accidentalmente hizo un giro equivocado en la niebla y llevó al DC-9 a la pista, en la trayectoria del 727. Los pilotos del 727 vieron al DC-9 e intentaron evitar la colisión elevando la cola de su avión para el despegue; Sin embargo, el 727 no había alcanzado la velocidad límite de despegue y su fuselaje trasero chocó contra el DC-9. Ambos aviones se incendiaron y quedaron destruidos; las 42 personas a bordo del DC-9 murieron, mientras que 51 (50 pasajeros, un miembro de la tripulación) de las 93 personas a bordo del Boeing 727 murieron.
Entre los fallecidos se encontraban la actriz mexicana Fanny Cano (a bordo del Boeing 727 de Iberia) y el pianista sudafricano Marc Raubenheimer (a bordo del DC-9 de Aviaco).

## Investigación
Los investigadores determinaron que los pilotos del Boeing 727 y los del Douglas DC-9 chocaron debido a la baja visibilidad en el Aeropuerto Adolfo Suárez-Madrid Barajas en ese momento, así como a la ineficiente señalización y marcas en el suelo en las salidas del rodaje, lo que permitió el ingreso del DC-9 a la pista de despegue del Boeing 727 sin autorización.
El DC-9 terminó en la pista activa porque las condiciones de baja visibilidad, debido a la niebla en la zona donde rodaba la aeronave, impidieron a los pilotos obtener referencias visuales suficientes para determinar que no era la ruta correcta que debían tomar para alcanzar el umbral de la pista 01.